# 송주로
송주로는 용인시 처인구 양지면 송문리와 주북리를 잇는 도로이다. 도로명은 송문리의 송과 주북리의 주를 따서 명명되었다. 남쪽에서는 중부대로와 북쪽에서는 주북로를 만난다.